# Kallima lilacinus
Kallima lilacinus är en fjärilsart som beskrevs av Butler 1879. Kallima lilacinus ingår i släktet Kallima och familjen praktfjärilar. Inga underarter finns listade i Catalogue of Life.